# Ordina Open 2005
Die Ordina Open 2005 waren ein Tennisturnier der WTA Tour 2005 für Damen und ein Tennisturnier der ATP Tour 2005 für Herren in Rosmalen in der Gemeinde ’s-Hertogenbosch und fanden zeitgleich vom 13. bis 19. Juni 2005 statt.

## Herrenturnier
→ Qualifikation: Ordina Open 2005/Herren/Qualifikation

## Damenturnier
→ Qualifikation: Ordina Open 2005/Damen/Qualifikation